# Tommaso Vincidor
Tommaso Vincidor, talvolta indicato come Tommaso Vincitore, Tommaso da Bologna o Thomas Polonier (da Dürer) (Bologna, 1493 – Breda, 1536), è stato un pittore e architetto italiano che si formò con Raffaello e trascorse la maggior parte della propria vita e della propria carriera nei Paesi Bassi..

## Biografia
Allievo di Raffaello, lo aiutò nell'esecuzione dei famosi Cartoni di Raffaello. Vincidor fu inoltre uno degli allievi che Raffaello portò con sé per eseguire gli affreschi delle Logge Vaticane sotto la sua direzione, fatto che farebbe pensare ad una sua certa bravura nella pittura. Con la morte di Raffaello nel 1520, partì alla volta delle Fiandre. Giunto ad Anversa strinse amicizia con Albrecht Dürer (1521) per il quale dipinse un ritratto, mentre il maestro tedesco riportò nel suo diario queste visite chiamandolo Thomas Polonais. Molto probabilmente, nell'incontro con Dürer, gli consegnò il disegno di Raffaello con lo Studio di due Nudi derivante dalla Battaglia di Ostia, nelle stanza dell'Incendio di Borgo in Vaticano. 
Tommaso entrò quindi al servizio di Enrico III di Nassau-Breda a Breda come pittore e venne impiegato in una serie di decorazioni all'interno del castello del duca.
Morì a Breda nel 1536.